# Arie van Vliet
Arie van Vliet (Woerden, 18 de març de 1916 - Woerden, 9 de juliol de 2001) va ser un ciclista neerlandès, que fou professional entre 1937 i 1957.
Es dedicà al ciclisme en pista, sent el seu major èxit la medalla d'or aconseguida als Jocs Olímpics d'Estiu de Berlín de 1936 en la prova del quilòmetre contrarellotge. En aquests mateixos Jocs Olímpics guanyà la medalla de plata en la prova de velocitat. Aconseguí nombrosos campionats nacionals i tres campionats del món de la modalitat de velocitat.
El 1953 fou escollit ciclista neerlandès de l'any.

## Palmarès
- 1936
  -  Medalla d'or als Jocs Olímpics de Berlín en quilòmetre contrarellotge
  -  Medalla de plata als Jocs Olímpics de Berlín en Velocitat individual
  -  Campió del Món de velocitat amateur
- 1937
  -  Campió dels Països Baixos de velocitat
- 1938
  -  Campió del Món de velocitat
  -  Campió dels Països Baixos de velocitat
- 1939
  -  Campió dels Països Baixos de velocitat
- 1940
  -  Campió dels Països Baixos de velocitat
- 1941
  -  Campió dels Països Baixos de velocitat
- 1942
  -  Campió dels Països Baixos de velocitat
  - 1r al Gran Premi de París en velocitat
- 1945
  -  Campió dels Països Baixos de velocitat
- 1946
  -  Campió dels Països Baixos de velocitat
  -  Campió dels Països Baixos de 50 km
  - 1r al Gran Premi de París en velocitat
- 1947
  -  Campió dels Països Baixos de velocitat
  - 1r al Gran Premi de París en velocitat
- 1948
  -  Campió del Món de velocitat
  -  Campió dels Països Baixos de velocitat
  - 1r al Gran Premi de París en velocitat
- 1949
  - 1r al Gran Premi de París en velocitat
- 1950
  -  Campió dels Països Baixos de velocitat
- 1951
  -  Campió dels Països Baixos de velocitat
- 1953
  -  Campió del Món de velocitat
- 1954
  - Campió d'Europa de Velocitat
- 1955
  - Campió d'Europa de Velocitat
  -  Campió dels Països Baixos de 50 km
- 1956
  - Campió d'Europa de Velocitat
  -  Campió dels Països Baixos de velocitat